# Hyperolius montanus
Hyperolius montanus es una especie de anfibios de la familia Hyperoliidae.
Es endémica de Kenia.
Su hábitat natural incluye praderas tropicales o subtropicales a gran altitud, pantanos, tierra arable y pastos.